# Бій в маєтку Брекур
 Бій в маєтку Брекур - бій в рамках операції "Оверлорд", що відбувся  6 червня 1944 року під час парашутного десанту США. Згадується, як класичний приклад ефективного ведення бою в умовах зауважальної чисельної переваги супротивника.

## Передісторія
Вранці 6 червня 1944 року союзники почали висадку в Нормандії. В результаті аварії транспортника C-47, який перевозив бійців Роти Е 506-го піхотного полку і 506-го парашутного полку 101-ї повітряної дивізії, командир підрозділу Томас Міхан III був убитий, і командування солдатами прийняв лейтенант Річард Вінтерс. Зібравши   бійців, які залишилися в живих на хуторі Гран-Шемен, Вінтерс зв'язався з командуванням дивізії і отримав мінімальні інструкції: «Там вогонь уздовж огорожі, подбайте про нього» . Таким чином, Вінтерсу була поставлена задача знищити німецьку артилерійську батарею: 88-мм гармати вели вогонь по Пляжу «Юта» та перешкоджали просуванню солдат 4-ї піхотної дивізії США. Кілька інших підрозділів вперлися в німецькі позиції раніше вранці і були відбиті. 
Вінтерс провів розвідку близько 8:30, після чого він зібрав групу з 12 осіб зі своєї та інших рот. Знаючи лише приблизне розташування німецьких вогневих точок на південь від Гран-Шемен і нічого не знаючи про стан справ по іншу сторону огорожі, команда Вінтерса висунулася в маєток Брекур, розташований в трьох милях на північний захід від Пляжу Юта і на північ від села Сент-Марі-дю-Мон. У маєтку Вінтерс виявив розрахунки німецької 6-ї батареї 90-го артилерійського полку, що складалась з чотирьох 105-мм гаубиць і захищалась ротою солдатів. 
Вінтерс не знав, що артилерійські розрахунки були частиною німецького 6-го парашутного полку, 1-й батальйон якого прибув напередодні після настання темряви з Карантана. Батальйон був розміщений в Сент-Марі-дю-Мон і відповідав за захист області, а артилерія була частиною цього підрозділу. Проте, десантникам США протистояли не менше шістдесяти німецьких солдатів. 
Первісній склад розрахунків гаубиць, судячи з усього, втекли протягом ночі, поки союзники готували висадку. Обер-лейтенант Фрідріх фон дер Гейдте з німецького 6-го парашутного полку, виявивши, що артилерія кинута, відправився в Карантан, наказавши своєму 1-му батальйону зайняти і утримувати Сент-Марі-дю-Мон і Брекур, а також знайти людей для обслуговування артилерійської батареї  .

## Бій
Підійшовши ближче до місця розташування гаубиць, Вінтерс склав план дій: він встановив пару кулеметів M1919 для загороджувального вогню і послав кілька солдатів (лейт. Лінна "Бака" Комптона, ряд. Дональда Маларкі і серж. Вільяма Дж. Гварнері) знищити німецьку кулеметну позицію. 
Німецькі траншеї, що з'єднували позиції артилерії і забезпечували німцям швидкий спосіб розвернути або захистити гармати, в умовах несподіваної атаки виявилися їх найбільшою слабкістю. Після знищення позиції першої гармати Вінтерс і решта його команди використовували окопи як приховані підходи для атаки гармат, які залишилися. Кожну гармату було знищено шляхом розміщення блоку ТНТ під її стволом, як детонатори були використані детонатори німецьких гранат Model 24  . 
В цей час до Вінтерса підійшли підкріплення з Роти D на чолі лейт. Рональда Спірса, щоб завершити напад на четверту і останню гармату. Спірс мав репутацію хороброго і дуже агресивного офіцера, він повів своїх людей проти останньої позиції над окопами, викликавши на себе вогонь противника. 
Після того, як були виведені з ладу всі чотири гармати, команда Вінтерса потрапила під сильний кулеметний вогонь з маєтку Брекур, що змусило десантників відступити. В окопах Вінтерс також виявив німецьку карту, на якій було відзначено розташування всіх німецьких артилерійських і кулеметних позицій на півострові Котантен. Це була безцінна знахідка для розвідки, і Вінтерс повернувся в Гран-Шемен, щоб передати карту своєму близькому другові з 2-го розвідувального батальйону лейтенанту Льюїсу Ніксону. Ніксон негайно дістався до Пляжу Юта і передав інформацію командуванню союзників. Командування було настільки задоволено інформацією, наданою Ніксоном і Вінтерсом, що воно послало два танка для підтримки десантників . Вогонь цих танків Вінтерс направив на ліквідацію німецьких вогневих точок в маєтку Брекур. 
У бою Вінтерс втратив одного бійця, Джона Д. Холлса (Рота А), який загинув від мінометного снаряда. Рядовий Роберт «Папай» Вінн був поранений під час бою, пізніше евакуйований до Англії, оговтався від рани і повернувся на фронт. Ще трьома жертвами стали прапорщик Ендрю Хілл, серж. Джуліус «Расті» Хоук з Роти F, якою командував Спірс, а також ще один солдат з Роти D, чиє ім'я залишилося невідомим. 

## Наслідки
Висадка союзників на Пляжі Юта пройшла відносно легко, частково через успішний бій в маєтку Брекур. Полковник Роберт Сінк, командир 506-го парашутного полку, рекомендував Вінтерса до нагородження Медаллю Пошани, але в підсумку той отримав менш почесну нагороду - Хрест за видатні заслуги . Після війни була проведена громадська кампанія на користь нагородження Вінтерса Медаллю пошани, але Конгрес її не підтримав  . 